# Culham
Culham è un villaggio e parrocchia civile dell'Inghilterra, appartenente alla contea dell'Oxfordshire e sede di un centro di ricerca, di importanza internazionale, nell'ambito della fusione nucleare  con i suoi esperimenti START, MAST e JET.